# Ruprecht Antal
Ruprecht Antal (Szomolnok, 1748. november 14. – Bécs, 1814. október 6.) magyar kohómérnök, kémikus. Selmecbányai tanárkodása idején jelentős és fontos tudományos munkásságot fejtett ki, eredményei külföldön is ismertté tették a nevét.

## Élete
Ruprecht ösztöndíjasként tanult a Selmecbányai Bányászati Akadémián 1772 és 1775 között. Végzés után a selmeci kamaragrófi hivatalban  dolgozott. 1777-től 1779-ig külföldi tanulmányúton vett részt, szászországi, svédországi és Rajna melléki bányákat, kohóüzemeket és egyetemeket keresett fel. Az uppsalai egyetemen Torbern Bergman professzor, a kor legismertebb analitikai kémiai szaktekintélye mellett tanult. Selmecbányára hazatérve, 1779-ben, Scopoli után, az Akadémia kohászat-kémia-ásványtan tanszékének tanára lett.
1782–85 között az erdélyi ércek vizsgálatával foglalkozott, közben szakmai vitába keveredett Müller Ferenccel, a felfedezett új elemet váltakozva antimonnak és bizmutnak minősítették, végül Müller a „metallicum problematicum”-ot tellúrnak azonosította, amit 1798-ban Martin Heinrich Klaproth igazolt. Ruprechtnek fontos szerepe volt az ún. flogisztonelmélet hazai megdöntésében, bár előadásain a kémiát még a hagyományos elvek szerint taglalta, de mellette ismertette Lavoisier ezt cáfoló égéselméletét is. Ezzel összefüggésben, Magyarországon elsőként alkalmazta az oktatásban a kémiai folyamatok jelölését. A gyakorlatban továbbfejlesztette Born Ignác amalgámozó nemesfém-kinyerő eljárását.
1785 után kezdte meg a földek fémesítésére vonatkozó redukciós kísérleteit. Úgy tartotta ugyanis, hogy az úgynevezett „földek” tulajdonképpen fémek oxidjai, amikből redukcióval lehet előállítani a fémeket. Kísérleteihez különleges, nagy hőmérsékletet biztosító kemencét szerkesztett, amiben – elsőként a világon – sikerült megolvasztania a platinát (tanszéki laboratóriuma nemzetközi mintának számított). A vizsgált földeket szénporral és lenolajjal keverte, s azt tégelybe helyezve hevítette. Háromféle föld esetén talált a tégely aljában fémszemcséket, a három föld a bárium-, a kalcium- és a magnézium-oxid volt. Az új fémeket el is nevezte (borbonium, parthenum, autrium). Beszámolóit, tanulmányait főleg a Crell Chemische Annalenben jelentette meg. Az eredmények nagy visszhangot váltottak ki, de elsősorban a kételkedők voltak túlsúlyban, Klaproth az az egész földfémesítést „Schemnitzer Irrlehre”-nek, azaz selmeci téveszmének nevezte, s csak Nikolaus Jacquin és Born Ignác állt Ruprecht mellé. Szigorúan véve Klaprothnak lett igaza, mert később kiderült, hogy a földfém-oxidokat nem lehet szénnel redukálni. Végül azonban Humphry Davy, angol kémikus kísérletei mégis Ruprecht igazát bizonyították, mert 1808-ban mindhárom fémet sikerült előállítania a három földfém-oxid olvadék-elektrolízisével.
Ruprecht Antal 1792-ben Bécsben a birodalom bányászati-kohászati ügyeinek irányítója, a Bánya- és Pénzügyi Kamara tanácsosa lett, ahonnan 1802-ben vonult nyugalomba. 1814-ben hunyt el, még megérte az őt igazoló Davy-féle sikeres kísérleteket.